# 한국압화아카데미
한국압화아카데미는 압화 예술 작품을 통한 꽃 소비의 저변확대 및 화훼사업 발전도모, 압화의 국내외 교류  및 교육, 꽃문화 생활창달, 회원의 권익옹호 및 위상을 높이는 것을 목적으로 2007년 2월 26일 설립된 대한민국 농림수산식품부 소관의 사단법인이다.

## 주요 사업
- 압화 발전을 위한 조사 연구
- 압화의 진흥을 위한 정책개발
- 회원의 교육
- 화훼산업 발전에 관한 사항
- 회원의 권익옹호와 복지 증진
- 기타 본회의 목적 달성에 필요한 사항